# شنا (فیلم)
«شنا» (انگلیسی: Swimming (film)) فیلمی در ژانر است که در سال ۲۰۰۰ منتشر شد. از بازیگران آن می‌توان به لورن آمبروز، جنیفر داندس، جوئل کارتر، آنتونی روئیویوار، و جاش پایس اشاره کرد.